# Okręgowe rozgrywki w piłce nożnej woj. białostockiego, łomżyńskiego, suwalskiego (1996/1997)
63. Edycja okręgowych rozgrywek w piłce nożnej województwa białostockiego

21. Edycja okręgowych rozgrywek w piłce nożnej województwa łomżyńskiego i suwalskiego

Okręgowe rozgrywki w piłce nożnej województwa białostockiego, łomżyńskiego, suwalskiego prowadzone są przez okręgowe związki piłki nożnej: białostocki, łomżyński i suwalski.
Reorganizacja ligi – utworzenie IV ligi makroregionalnej oraz rozdzielenie klasy okręgowej na białostocką i łomżyńską.
Mistrzostwo okręgu :

- białostockiego zdobył Sokół Sokółka.

- łomżyńskiego zdobyła Warmia Grajewo.

- suwalskiego zdobyła Sparta Augustów.

Puchar Polski okręgu:

- białostockiego zdobył Urząd Celny Białystok

- łomżyńskiego zdobyła Olimpia Zambrów

- suwalskiego zdobył Mazur Ełk.
Drużyny z województwa białostockiego, łomżyńskiego i suwalskiego występujące w centralnych i makroregionalnych poziomach rozgrywkowych:
- 1 Liga - brak
- 2 Liga - brak
- 3 Liga - Hetman Białystok, Jagiellonia Białystok, ŁKS Łomża, Olimpia Zambrów.
- 4 Liga (gr.I) - Wigry Suwałki, KP Wasilków, Agro Lega, Wissa Szczuczyn, Narew Choroszcz, Orzeł Kolno.
- 4 Liga (gr.II) - Tur Bielsk Podlaski, Mazur Ełk, Ruch Wysokie Mazowieckie, Nida Ruciane-Nida, Cresovia Siemiatycze.

| Rozgrywki       | Poziomy rozgrywkowe w sezonie 1996/1997 | Poziomy rozgrywkowe w sezonie 1996/1997 | Poziomy rozgrywkowe w sezonie 1996/1997 | Poziomy rozgrywkowe w sezonie 1996/1997 | Poziomy rozgrywkowe w sezonie 1996/1997 | Poziomy rozgrywkowe w sezonie 1996/1997 | Poziomy rozgrywkowe w sezonie 1996/1997 |
| --------------- | --------------------------------------- | --------------------------------------- | --------------------------------------- | --------------------------------------- | --------------------------------------- | --------------------------------------- | --------------------------------------- |
| Centralne       | I poziom ligowy                         | I Liga                                  | I Liga                                  | I Liga                                  | I Liga                                  | I Liga                                  | I Liga                                  |
| Centralne       | II poziom ligowy                        | II Liga - 2 grupy                       | II Liga - 2 grupy                       | II Liga - 2 grupy                       | II Liga - 2 grupy                       | II Liga - 2 grupy                       | II Liga - 2 grupy                       |
| Makroregionalne | III poziom ligowy                       | III Liga - 8 grup                       | III Liga - 8 grup                       | III Liga - 8 grup                       | III Liga - 8 grup                       | III Liga - 8 grup                       | III Liga - 8 grup                       |
| Makroregionalne | IV poziom ligowy                        | IV Liga - 25 grup                       | IV Liga - 25 grup                       | IV Liga - 25 grup                       | IV Liga - 25 grup                       | IV Liga - 25 grup                       | IV Liga - 25 grup                       |
|                 |                                         | OZPN Suwałki                            | OZPN Suwałki                            | OZPN Białystok                          | OZPN Białystok                          | OZPN Łomża                              | OZPN Łomża                              |
| Okręgowe        | V poziom ligowy                         | Klasa Okręgowa                          | Klasa Okręgowa                          | Klasa Okręgowa                          | Klasa Okręgowa                          | Klasa Okręgowa                          | Klasa Okręgowa                          |
| Okręgowe        | VI poziom ligowy                        | Klasa A                                 | Klasa A                                 | Klasa A                                 | Klasa A                                 |                                         |                                         |
| Okręgowe        | VII poziom ligowy                       |                                         |                                         | Klasa B                                 | Klasa B                                 |                                         |                                         |

## Klasa Okręgowa - V poziom rozgrywkowy
Grupa białostocka
| Poz. | Drużyna                   | M  | Z  | R | P  | Bramki | Punkty |                  |
| ---- | ------------------------- | -- | -- | - | -- | ------ | ------ | ---------------- |
| 1    | Sokół Sokółka             | 22 | 15 | 6 | 1  | 69-21  | 51     |                  |
| 2    | Włókniarz Białystok       | 22 | 12 | 5 | 5  | 50-27  | 41     |                  |
| 3    | Iskra Narew (b)           | 22 | 12 | 2 | 8  | 49-36  | 38     |                  |
| 4    | Lampart Dobrzyniewo Duże  | 22 | 9  | 6 | 7  | 28-35  | 33     |                  |
| 5    | LZS Narewka (b)           | 22 | 10 | 3 | 9  | 43-46  | 33     |                  |
| 6    | LZS Krynki                | 22 | 8  | 7 | 7  | 36-32  | 31     |                  |
| 7    | Kolejarz Czeremcha (b)    | 22 | 8  | 6 | 8  | 48-44  | 30     |                  |
| 8    | Supraślanka Supraśl       | 22 | 8  | 3 | 11 | 33-44  | 27     |                  |
| 9    | Andrzejewski Klepacze (b) | 22 | 6  | 5 | 11 | 22-40  | 23     |                  |
| 10   | Skra Czarna Białostocka   | 22 | 5  | 6 | 11 | 25-39  | 21     |                  |
| 11   | Pogoń Łapy (b)            | 22 | 6  | 3 | 13 | 31-44  | 21     | baraż-utrzymanie |
| 12   | Relax Uhowo (b)           | 22 | 6  | 2 | 14 | 29-55  | 20     | baraż-spadek     |

- Zmiana nazwy Hol-Gaz na LZS Narewka
- Baraż: Pogoń Łapy : Relax Uhowo 3:0, Relax : Pogoń 3:6, utrzymanie Pogoń.

Grupa łomżyńska
| Poz. | Drużyna                         | M  | Z  | R | P  | Bramki | Punkty |
| ---- | ------------------------------- | -- | -- | - | -- | ------ | ------ |
| 1    | Warmia Grajewo                  | 24 | 19 | 1 | 4  | 111-30 | 58     |
| 2    | ŁKS II Łomża (n)                | 24 | 16 | 4 | 4  | 87-41  | 52     |
| 3    | Skra Wizna (b)                  | 24 | 15 | 5 | 4  | 78-41  | 50     |
| 4    | Ziemowit Nowogród (b)           | 24 | 13 | 6 | 5  | 54-31  | 45     |
| 5    | Orlęta Czyżew (b)               | 24 | 12 | 4 | 8  | 72-41  | 40     |
| 6    | Fortuna Andrzejewo (b)          | 24 | 7  | 9 | 8  | 46-52  | 30     |
| 7    | Kontakty Łomża (b)              | 24 | 9  | 2 | 13 | 50-62  | 29     |
| 8    | Iskra Zaręby Kościelne (n)      | 24 | 9  | 2 | 13 | 42-91  | 29     |
| 9    | Biebrza Goniądz (b)             | 24 | 8  | 4 | 12 | 49-73  | 28     |
| 10   | Victoria Jedwabne (b)           | 24 | 6  | 4 | 14 | 58-77  | 22     |
| 11   | Znicz Radziłów (b)              | 24 | 6  | 3 | 15 | 44-63  | 21     |
| 12   | Sparta Szepietowo (b)           | 24 | 5  | 4 | 15 | 38-69  | 19     |
| 13   | Unia Ciechanowiec (b)           | 24 | 4  | 6 | 14 | 39-67  | 18     |
| 14   | Ruch II Wysokie Mazowieckie (n) | 0  | 0  | 0 | 0  | 0-0    | 0      |

- (b) - beniaminek z klasy B, (n) - beniaminek nowo zgłoszony do rozgrywek.
- Rezerwy Ruchu Wysokie Mazowieckie wycofały się po I rundzie, wyniki zostały anulowane.

Grupa suwalska
| Poz. | Drużyna               | M  | Z  | R | P  | Bramki | Punkty |                 |
| ---- | --------------------- | -- | -- | - | -- | ------ | ------ | --------------- |
| 1    | Sparta Augustów       | 22 | 16 | 4 | 2  | 43-7   | 52     |                 |
| 2    | Rominta Gołdap        | 22 | 15 | 4 | 3  | 42-13  | 49     |                 |
| 3    | Pomorzanka Sejny (b)  | 22 | 10 | 6 | 6  | 24-25  | 36     |                 |
| 4    | Pogoń Ryn (b)         | 22 | 10 | 3 | 9  | 37-36  | 33     |                 |
| 5    | Mazur Pisz            | 22 | 9  | 5 | 8  | 35-25  | 32     |                 |
| 6    | Czarni Olecko         | 22 | 9  | 5 | 8  | 29-41  | 32     |                 |
| 7    | STP Suwałki (b)       | 22 | 8  | 5 | 9  | 36-33  | 29     |                 |
| 8    | Mamry Giżycko         | 22 | 8  | 3 | 11 | 26-25  | 27     |                 |
| 9    | Kłobuk Mikołajki (b)  | 22 | 7  | 5 | 10 | 21-31  | 26     |                 |
| 10   | Vęgoria Węgorzewo (b) | 22 | 6  | 6 | 10 | 42-39  | 24     |                 |
| 11   | Orkan Drygały         | 22 | 5  | 4 | 13 | 30-40  | 19     |                 |
| 12   | MKS Orzysz            | 22 | 3  | 2 | 17 | 23-73  | 11     | baraż-przegrany |
| 13   | Tęcza Oracze          |    |    |   |    |        |        |                 |
| 14   | Znicz Biała Piska     |    |    |   |    |        |        |                 |

- Zmiana nazwy MKS na Kłobuk Mikołajki.
- Zmiana nazwy Jurand na MKS Orzysz.
- Tęcza Oracze i Znicz Biała Piska wycofały się z rozgrywek, wyniki anulowano.
- Baraż : MKS Orzysz : Polonez Nowa Wieś Ełcka 0:2, Polonez : MKS 3:1, awans Poloneza.

## Klasa A - VI poziom rozgrywkowy
Grupa białostocka
| Poz. | Drużyna                       | M  | Z | R | P | Bramki | Punkty |
| ---- | ----------------------------- | -- | - | - | - | ------ | ------ |
| 1    | Hetman II Białystok (b)       | 22 | - | - | - | 95-20  | 59     |
| 2    | Orlik-Genticus Białystok      | 22 | - | - | - | 65-26  | 47     |
| 3    | LZS Juchnowiec (b)            | 22 | - | - | - | 63-37  | 42     |
| 4    | OSiR Hajnówka (b)             | 22 | - | - | - | 58-56  | 36     |
| 5    | Hetman Tykocin (b)            | 22 | - | - | - | 41-41  | 32     |
| 6    | Promień Mońki                 | 22 | - | - | - | 45-42  | 30     |
| 7    | Rudnia Zabłudów               | 22 | - | - | - | 35-46  | 29     |
| 8    | Żubr Drohiczyn                | 22 | - | - | - | 55-62  | 27     |
| 9    | LZS Jaświły                   | 22 | - | - | - | 46-58  | 23     |
| 10   | LZS Łapy-Szołajdy (b)         | 22 | - | - | - | 20-56  | 19     |
| 11   | Ares Pogranicze Kuźnica Biał. | 22 | - | - | - | 32-54  | 15     |
| 12   | LZS Turośń Kościelna (b)      | 22 | - | - | - | 33-90  | 11     |

- Zmiana nazwy Magnat na LZS Juchnowiec.
- Przed sezonem połączenie drużyny Ares Nowodziel z Pograniczem Kuźnica Białostocka.
- Po sezonie z rozgrywek wycofał się LZS Łapy-Szołajdy.

Grupa suwalska
| Poz. | Drużyna                     | M  | Z | R | P | Bramki | Punkty |             |
| ---- | --------------------------- | -- | - | - | - | ------ | ------ | ----------- |
| 1    | Orzeł Stare Juchy           | 20 | - | - | - | 72-18  | 57     |             |
| 2    | Mazur Wydminy               | 20 | - | - | - | 60-50  | 39     |             |
| 3    | Polonez Nowa Wieś Ełcka (s) | 20 | - | - | - | 40-30  | 33     | baraż-awans |
| 4    | Kormoran Bystry (b)         | 20 | - | - | - | 39-31  | 32     |             |
| 5    | Olimpia Miłki               | 20 | - | - | - | 50-38  | 31     |             |
| 6    | Polonia Raczki              | 20 | - | - | - | 44-31  | 28     |             |
| 7    | Druglin Rożyńsk             | 20 | - | - | - | 38-28  | 27     |             |
| 8    | Pogoń Banie Mazurskie       | 20 | - | - | - | 40-40  | 25     |             |
| 9    | Płomień Ełk (b)             | 20 | - | - | - | 33-81  | 22     |             |
| 10   | Unia Woźnice                | 20 | - | - | - | 25-51  | 16     |             |
| 11   | Bełdan Wygryny              | 20 | - | - | - | 23-66  | 7      |             |

- Po sezonie z rozgrywek wycofały się Bełdan Wygryny i Kormoran Bystry.

## Klasa B - VII poziom rozgrywkowy
Grupa białostocka
| Poz. | Drużyna                 | M    | Z | R | P | Bramki | Punkty |
| ---- | ----------------------- | ---- | - | - | - | ------ | ------ |
| 1    | Cresovia II Siemiatycze | b.d. | - | - | - | b.d.   | b.d.   |
| 2    | LZS Minkowce            | b.d. | - | - | - | b.d.   | b.d.   |
| 3    | Gryf Gródek             | b.d. | - | - | - | b.d.   | b.d.   |
| ?    | Znicz Suraż             | b.d. | - | - | - | b.d.   | b.d.   |
| ?    | SPiUR Orla              | b.d. | - | - | - | b.d.   | b.d.   |
| ?    | Krypnianka Krypno       | b.d. | - | - | - | b.d.   | b.d.   |
| ?    | LZS Piliki              | b.d. | - | - | - | b.d.   | b.d.   |
| ?    | Meteor Kamienna Nowa    | b.d. | - | - | - | b.d.   | b.d.   |
| ?    | Kolejarz II Czeremcha   | b.d. | - | - | - | b.d.   | b.d.   |

- Brak pełnej tabeli, awansowały: Cresovia II Siemiatycze, LZS Minkowce, Gryf Gródek.

## Puchar Polski – rozgrywki okręgowe
- BOZPN – Urząd Celny Białystok : KP Wasilków 5:3
- ŁOZPN – Olimpia Zambrów : ŁKS Łomża 4:1
- SOZPN – Mazur Ełk : Wigry Suwałki 1:1 (6:5)karne